# عبد الرازق نصر الدين
الرقيب أول عبد الرازق نصر الدين شحات الملقب بقناص الجيش الثالث شارك في حرب أكتوبر وقتل 16 وجرح 21 إسرائيليا، وكان أرييل شارون في مرماه وكاد يطلق عليه النار لولا رفض القائد المصري ذلك احتراماً لقرار وقف إطلاق النار مع العدو ، قام بقنص ابن الرئيس الإسرائيلي عيزر فايتسمان في حرب أكتوبر 1973